# Опасное лето
«Опасное лето» (швед. Farlig midsommar) — детская сказка шведоговорящей писательницы из Финляндии Туве Янссон, книга была впервые опубликована в 1954 году. Первая в серии повесть, где отсутствуют постоянные персонажи Снифф и Снорк.

## Сюжет
В семье муми-троллей произошла трагедия: случилось наводнение, уничтожившее весь дом. Муми-тролли отправляются в путь искать новое жилье, они шли по берегу, и внезапно Муми-тролль сказал, что вдали от берега что-то плывёт, Муми-мама тоже это заметила и предложила подождать, пока оно не доплывет до берега. Вот незнакомый предмет приблизился настолько, что Муми-мама и остальные могли рассмотреть всю конструкцию. После того, как неопознанный предмет приблизился к берегу, Муми-папа смог рассмотреть в странном предмете нечто, похожее на сцену театра. Всё ещё молчавший Хемуль подал голос и предложил, что здесь можно поселиться на некоторое время.
Когда же семья троллей заселилась в театре, то первым делом Муми-мама поставила стол и накрыла к чаю. Когда все сели пить чай, Фрёкен Снорк всё ещё стояла около зеркала и любовалась своей красотой. После чайной трапезы вся семья сидела за столом и обсуждала новое временное жильё. Потом все принялись за уборку помещения. Когда всё было убрано, Муми-мама ещё раз прошлась тряпочкой по мебели, чтобы ещё раз убедиться, что всё чисто. В это время Фрёкен Снорк заметила странный тёмный угол, где было много старого хлама прошлых жильцов. Вдруг из угла послышался громкий пронзительный смех. Разговоры, которые шли в семье, мгновенно прекратились. Муми-мама подала голос, тем самым нарушив стоящую в доме тишину, и сказала, что это, наверное, всем послышалось. Все разошлись по своим делам, и только Фрёкен Снорк осталась неподвижно смотреть в тёмный угол, из которого и прозвучал странный смех. И только она повернулась посмотреть, что делает Муми-тролль, как вдруг из угла послышался новый громкий смех незнакомого существа. Муми-тролль решается посмотреть, что происходит в этом углу, вместе с Фрёкен Снорк они находят гримёрную, где Фрёкен Снорк обнаружила множество разных красивых платьев и вдобавок множество разноцветных париков. А Муми-тролль встречается с этим странным зверем: им оказалась крыса. Когда крысу пригласили за стол, она рассказала, что эта конструкция называется театром, и что в ней нельзя жить, как в обычном жилом доме. Чтобы дом не уплыл, муми-папа вбил колышек на земле и в полу театра и завязал верёвку. Наступает ночь, и, когда пришло время ложиться спать, Муми-тролль предложил спать на дереве. Муми-мама собрала корзинку с бутербродами на случай, если ночью Муми-троллю и Фрёкен Снорк захочется поесть. Когда все улеглись спать и уже заснули, крыса отвязала верёвку, и дом начал уплывать. Наутро, когда проснулись Муми-тролль и Фрёкен Снорк, они обнаружили, что дом уплыл. Юные друзья отправляются по течению реки на поиски семьи.